# Narcos: Mexico
Narcos: Mexico is een Amerikaanse televisieserie. De serie speelt zich af in Mexico, waarbij de focus ligt op het Guadalajarakartel. Het eerste seizoen van de serie ging op 16 november 2018 in première op Netflix.

## Plot
In Narcos: Mexico staat de opkomst van het Guadalajarakartel in de jaren 1980 centraal, dat onder leiding staat van Félix Gallardo (Diego Luna). Wanneer DEA-agent Kiki Camarena (Michael Peña)  voor zijn nieuwe baan verhuist van Californië naar Guadalajara, komt hij er al gauw achter dat zijn nieuwe baan meer uitdaging biedt dan hij had verwacht.

## Rolverdeling

### Hoofdrollen
| Acteur              | Personage                           | Seizoen | Seizoen | Seizoen | Totaal |
| Acteur              | Personage                           | 1       | 2       | 3       | Totaal |
| ------------------- | ----------------------------------- | ------- | ------- | ------- | ------ |
| Diego Luna          | Miguel Ángel Félix Gallardo         | 10 afl. | 10 afl. | 1 afl.  | 21     |
| Michael Peña        | Kiki Camarena                       | 10 afl. | 1 afl.  |         | 11     |
| Tenoch Huerta       | Rafael Caro Quintero                | 9 afl.  | 2 afl.  |         | 11     |
| Alyssa Diaz         | Mika Camarena                       | 10 afl. |         |         | 10     |
| Joaquín Cosío       | Ernesto "Don Neto" Fonseca Carrillo | 10 afl. | 1 afl.  | 5 afl.  | 16     |
| José María Yazpik   | Amado Carrillo Fuentes              | 8 afl.  | 10 afl. | 9 afl.  | 27     |
| Matt Letscher       | Jaime Kuykendall                    | 10 afl. | 1 afl.  | 9 afl.  | 20     |
| Ernesto Alterio     | Salvador Osuna Nava                 | 6 afl.  |         |         | 6      |
| Alejandro Edda      | Joaquín "El Chapo" Guzmán           | 9 afl.  | 7 afl.  | 8 afl.  | 24     |
| Fernanda Urrejola   | Maria Elvira                        | 7 afl.  | 6 afl.  |         | 13     |
| Teresa Ruiz         | Isabella Bautista                   | 7 afl.  | 6 afl.  |         | 13     |
| Aaron Staton        | Butch Sears                         | 10 afl. |         |         | 10     |
| Lenny Jacobson      | Roger Knapp                         | 7 afl.  |         |         | 7      |
| Gerardo Taracena    | Pablo Acosta                        | 6 afl.  | 5 afl.  |         | 11     |
| Julio Cesar Cedillo | Guillermo González Calderoni        | 3 afl.  | 8 afl.  |         | 11     |
| Scoot McNairy       | Walt Breslin                        | 10 afl. | 10 afl. | 10 afl. | 30     |
| Alfonso Dosal       | Benjamín Arellano Félix             | 7 afl.  | 8 afl.  | 9 afl.  | 24     |
| Mayra Hermosillo    | Enedina Arellano Félix              |         | 8 afl.  | 9 afl.  | 17     |
| Manuel Masalva      | Ramón Arellano Félix                | 5 afl.  | 7 afl.  | 9 afl.  | 21     |
| Miguel Rodarte      | Danilo Garza                        |         | 7 afl.  |         | 7      |
| Alex Knight         | Kenny Moss                          | 1 afl.  | 5 afl.  |         | 6      |
| Jesse Garcia        | Sal Orozco                          |         | 9 afl.  |         | 9      |
| Matt Biedel         | Daryl Petsky                        | 1 afl.  | 7 afl.  |         | 8      |
| Jero Medina         | Ossie Mejía                         |         | 7 afl.  |         | 7      |
| Alberto Zeni        | Amat Palacios                       |         | 8 afl.  |         | 8      |
| Gorka Lasaosa       | Héctor Luis Palma Salazar           | 3 afl.  | 7 afl.  | 6 afl.  | 16     |
| Andres Londono      | Enrique Clavel                      |         | 6 afl.  |         | 6      |
| Alberto Ammann      | Hélmer "Pacho" Herrera              | 1 afl.  | 4 afl.  | 4 afl.  | 9      |
| Flavio Medina       | Juan García Abrego                  |         | 4 afl.  | 1 afl.  | 5      |
| Luis Gerardo Méndez | Victor Tapia                        |         |         | 9 afl.  | 9      |
| Luisa Rubino        | Andrea Nuñez                        |         |         | 10 afl. | 10     |
| José Zúñiga         | General Jesús Gutiérrez Rebollo     |         |         | 6 afl.  | 6      |
| Beau Mirchoff       | Steve Sheridan                      |         |         | 4 afl.  | 4      |
| Kristen Gutoskie    | Dani                                |         |         | 6 afl.  | 6      |
| Bobby Soto          | David Barron Corona                 |         | 2 afl.  | 8 afl.  | 10     |
| Lorenzo Ferro       | Alex Hodoyan                        |         |         | 8 afl.  | 8      |
| Alejandro Furth     | Ramon Salgado                       |         |         | 9 afl.  | 9      |
| Alberto Guerra      | Ismael "El Mayo" Zambada            |         |         | 8 afl.  | 8      |

### Bijrollen
| Acteur               | Personage                              | Seizoen | Seizoen | Seizoen | Totaal |
| Acteur               | Personage                              | 1       | 2       | 3       | Totaal |
| -------------------- | -------------------------------------- | ------- | ------- | ------- | ------ |
| Tessa Ia             | Sofia Conesa                           | 6 afl.  |         |         | 6      |
| Clark Freeman        | Ed Heath                               | 6 afl.  | 7 afl.  |         | 13     |
| Fermín Martínez      | Juan José "El Azul" Esparragoza Moreno | 9 afl.  | 9 afl.  | 5 afl.  | 23     |
| Guillermo Villegas   | Sammy Álvarez                          | 8 afl.  |         |         | 8      |
| Horacio Garcia Rojas | Tomas Morlet                           | 9 afl.  |         |         | 9      |
| Jackie Earle Haley   | Jim Ferguson                           | 2 afl.  |         |         | 2      |
| Yul Vazquez          | John Gavin                             | 5 afl.  |         |         | 5      |
| Brian Buckley        | John Clay Walker                       | 1 afl.  |         |         | 1      |
| Mark Kubr            | Tony                                   | 7 afl.  |         |         | 7      |
| Mike Doyle           | Thomas Buehl                           | 3 afl.  |         |         | 3      |
| Wagner Moura         | Pablo Escobar                          | 1 afl.  |         | 1 afl.  | 2      |
| Andrés Almeida       | Cochiloco                              | 6 afl.  | 5 afl.  |         | 11     |
| Eric Lange           | Bill Stechner                          | 1 afl.  | 1 afl.  |         | 2      |
| Diego Calva          | Arturo Beltrán-Leyva                   |         |         | 6 afl.  | 6      |
| Damián Alcázar       | Gilberto Rodríguez                     |         |         | 1 afl.  | 1      |

## Afleveringen
| Seizoen | Seizoen | Afleveringen | Vrijgegeven      |
| ------- | ------- | ------------ | ---------------- |
|         | 1       | 10           | 16 november 2018 |
|         | 2       | 10           | 13 februari 2020 |
|         | 3       | 10           | 5 november 2021  |

### Seizoen 1
| Nr. | Afl. | Titel                      | Regisseur            | Schrijver                                                                                  | Vrijgegeven      |
| --- | ---- | -------------------------- | -------------------- | ------------------------------------------------------------------------------------------ | ---------------- |
| 1 | 1    | "Camelot"                  | Josef Kubota Wladyka | Eric Newman, Clayton Trussell                                                              | 16 november 2018 |
| Terwijl het Mexicaanse leger het platteland van Sinaloa plundert, besluit de ambitieuze politieman Miguel Angel Félix Gallardo een drugsimperium in Guadalajara op te richten. Ondertussen wordt de jonge DEA-agent Kiki Camarena overgebracht naar Mexico. |      |                            |                      |                                                                                            |                  |
| 2 | 2    | "The Plaza System"         | Josef Kubota Wladyka | Carlo Bernard, Doug Miro                                                                   | 16 november 2018 |
| Rafa bestudeert een nieuw type marihuana dat alleen in de woestijn kan worden geteeld. Wanneer er een gebrek aan water is voor de teelt, zoekt Rafa de geologieprofessor op die hem heeft geholpen bij het vinden van geschikte grond, en bedreigt hem. Een gefrustreerde en dronken Rafa begint met explosieven te gooien, en vindt daardoor toevallig een waterbron. Félix zet zijn onderhandelingen voort om een akkoord te bereiken tussen de plaza's, maar Avilés weigert het goed te maken met Acosta en de deal mislukt. Wanneer ze beide terugreizen naar Sinaloa, worden ze aangehouden door de politie. Avilés wordt vermoordt en Félix wordt aan het hoofd van het Guadalajarakartel geplaatst. |      |                            |                      |                                                                                            |                  |
| 3 | 3    | "El Padrino"               | Andrés Baiz          | Ashley Lyle, Bart Nickerson                                                                | 16 november 2018 |
| Kiki is gefrustreerd door de corrupte politie en de gemakzuchtige DEA. Hij onderneemt zelfstandig een riskante undercoveroperatie op de plantage. Na het bereiken van het akkoord nemen Félix, Rafa en Don Neto de leiding over het drugsimperium. Félix organiseert een feest voor een van zijn beste vrienden, een zoon van de gouverneur, waarmee hij een einde maakt aan het conflict tussen Nava en de gebroeders Arellano. |      |                            |                      |                                                                                            |                  |
| 4 | 4    | "Rafa, Rafa, Rafa!"        | Andrés Baiz          | Scott Teems                                                                                | 16 november 2018 |
| 5 | 5    | "The Colombian Connection" | Amat Escalante       | Andy Black                                                                                 | 16 november 2018 |
| 6 | 6    | "La Última Frontera"       | Amat Escalante       | Jessie Nickson-Lopez, Clayton Trussell                                                     | 16 november 2018 |
| 7 | 7    | "Jefe de Jefes"            | Alonzo Ruizspalacios | Verhaal: Ashley Lyle, Bart Nickerson, Clayton Trussell Script: Ashley Lyle, Bart Nickerson | 16 november 2018 |
| 8 | 8    | "Just Say No"              | Alonzo Ruizspalacios | Doug Miro                                                                                  | 16 november 2018 |
| De DEA-agenten en het Mexicaanse leger dringen de marihuanaplantage binnen en verbranden de hele oogst. Het is een van de grootste drugsvangsten aller tijden. Daarmee begint de oorlog met Rafa, die erin slaagt te ontsnappen met de hulp van Chapo en zijn mannen. Een verwarde Félix gaat naar Mexico-Stad om advies te vragen over wat te doen met Kiki, terwijl Azul Rafa overhaalt om Kiki te ontvoeren. Don Neto is te laat om in te grijpen. |      |                            |                      |                                                                                            |                  |
| 9 | 9    | "881 Lope de Vega"         | Andrés Baiz          | Clayton Trussell                                                                           | 16 november 2018 |
| 10 | 10   | "Leyenda"                  | Andrés Baiz          | Carlo Bernard                                                                              | 16 november 2018 |

### Seizoen 2
| Nr. | Afl. | Titel                                | Regisseur | Schrijver | Vrijgegeven      |
| --- | ---- | ------------------------------------ | --------- | --------- | ---------------- |
| 11 | 1    | "Salva El Tigre"                     |           |           | 13 februari 2020 |
| Enkele maanden na de arrestaties van Don Neto en Caro viert Félix zijn verjaardag met de leiders van zijn plaza's. Félix ontmoet Pacho Herrera van het Calikartel en vraagt hem het geld te betalen dat ze hem verschuldigd zijn, omdat hij nu zijn operatie runt met eigen geld. Herrera wil hier niets van weten, en verwijst naar de toegenomen aandacht van de Amerikanen als reactie op de executie van Camarena. Isabella reist naar Colombia om een eigen voorraad cocaïne in te slaan. DEA-agent Walt Breslin start Operatie Leyenda. De operatie begint met de ontvoering van Delgado, de arts die heeft geholpen bij de marteling van Kiki Camarena door hem wakker te houden met adrenaline. Delgado vertelt dat Sergio Verdín, een DFS-agent, verantwoordelijk was voor de marteling. Het team van Breslin ontvoert Verdín vervolgens op straat in een vuurgevecht. |      |                                      |           |           |                  |
| 12 | 2    | "Alea Iacta Est"                     |           |           | 13 februari 2020 |
| Félix reist naar Matamoros om het hoofd van het Golfkartel, Juan Nepomuceno Guerra, te ontmoeten. Hij wil partners worden zodat ze samen een monopolie hebben op de cocaïne die naar de Verenigde Staten gaat, om zo de macht van de Colombiaanse kartels weg te nemen. Breslin begint aan de ondervraging van Verdín en martelt hem. Verdín is echter getraind om marteling te weerstaan en breekt pas nadat hij in zijn buik is geschoten. Hij geeft ze de naam van de eigenaar van 881 Lope de Vega, de plek waar Camarena werd gemarteld: Rubén Zuno Arce. |      |                                      |           |           |                  |
| 13 | 3    | "Ruben Zuno Arce"                    |           |           | 13 februari 2020 |
| Zuno duikt onder in Puerto Vallarta waar hij zwaar bewaakt wordt op bevel van zijn oom, de Mexicaanse minister van Defensie. Wanneer Zuno erachter komt dat zijn huis in de gaten wordt gehouden, ontvlucht hij zijn landgoed en neemt het vliegtuig. De Amerikanen leiden het vliegtuig om naar Texas, waar Zuno wordt gearresteerd. Amado helpt ondertussen Acosta om een vete te beëindigen die Acosta ervan weerhield om landingsbanen aan te leggen. De spanning tussen de plaza's van Sinaloa en Tijuana stijgt wanneer Félix een belasting oplegt aan Sinaloa om door Tijuana te mogen transporteren. |      |                                      |           |           |                  |
| 14 | 4    | "The Big Dig"                        |           |           | 13 februari 2020 |
| Tijdens zijn ondervraging vertelt Zuno dat zijn oom en Félix op de hoogte waren van de ontvoering en executie van Camarena, maar ontkent dit vervolgens voor de Grand Jury, waarmee Operatie Leyenda tot een eind komt. Félix heeft een ontmoeting met de CIA om zijn hulp aan te bieden, als de CIA in ruil daarvoor voorkomt dat Zuno een getuigenis tegen hem aflegt voor de Grand Jury. El Chapo van het Sinaloa-plaza koopt een pand buiten Tijuana en een ander pand aan de andere kant van de grens in de Verenigde Staten, met de bedoeling een tunnel te bouwen. Isabella sluit een deal met Enedina Arellano Félix van het Tijuana-plaza om haar cocaïne achter de rug van Félix te smokkelen. |      |                                      |           |           |                  |
| 15 | 5    | "AFO"                                |           |           | 13 februari 2020 |
| Breslin en zijn team hebben ontdekt dat er een conflict dreigt tussen de Sinaloa- en Tijuana-plaza's. Het Sinaloa-plaza begint met het transport door de tunnel, wat al gauw ontdekt wordt door het DEA-team. Het team van Breslin lekt de informatie vervolgens naar het Tijuana-plaza dat wraak neemt door de tunnel op te blazen en iedereen in de tunnel te executeren. El Chapo weet door de tunnel te ontsnappen. Félix neemt Amado mee naar een ontmoeting met het Calikartel in Panama om zijn monopolie op het cocaïnetransport af te dwingen. Félix wordt echter verraden door Guerra, die rechtstreeks een deal heeft gesloten met de Colombianen. Om zijn verbazing te verbergen, vraagt Félix het kartel om zoveel mogelijk cocaïne en stemt hij ermee in om meer dan 60 ton te vervoeren. |      |                                      |           |           |                  |
| 16 | 6    | "El Dedazo"                          |           |           | 13 februari 2020 |
| Amado heeft vervoer nodig voor de cocaïne en begint vliegtuigen te kopen. Het team van Breslin volgt Amado naar een veiling en plaatst trackers op de jets die hij heeft gekocht. Met behulp van de trackers vinden ze de landingsbaan bij Juárez. Nadat Félix een door Guerra georganiseerde aanslag overleeft, reist hij af naar Sinaloa om zijn ex-vrouw en kinderen te bezoeken. Félix verwijt Palma dat hij het geweld tussen de plaza's heeft laten escaleren en dwingt hem Cochiloco naar Tijuana te sturen om zijn verontschuldigingen en financiële compensatie aan te bieden. Benjamín van het Tijuana-plaza is niet blij met deze oplossing en dreigt ermee het kartel te verlaten. Om hem te kalmeren, geeft Félix hem toestemming om Cochiloco te laten vermoorden. |      |                                      |           |           |                  |
| 17 | 7    | "Truth and Reconciliation"           |           |           | 13 februari 2020 |
| Palma is woedend om de dood van Cochiloco en belt Acosta om voor te stellen samen te werken tegen Félix. Het telefoongesprek wordt echter opgenomen door de corrupte DFS-agent Aguilar, waarna Félix de opdracht geeft Palma te vermoorden. Palma weet te ontsnappen nadat zijn vrouw is getipt door haar minnaar Clavel, de chauffeur van Félix. Om in de gratie te komen van de nieuwe president, bedenkt Félix een plan om de verkiezingen van 1988 te beïnvloeden met behulp van nieuwe stemcomputers zodat de PRI-kandidaat kan winnen. |      |                                      |           |           |                  |
| 18 | 8    | "Se Cayó El Sistema"                 |           |           | 13 februari 2020 |
| Acosta geeft een interview aan de Amerikaanse pers over de drugshandel in Mexico, waardoor Acosta moet onderduiken. Breslin vindt Acosta in een klein grensstadje om hem wettelijke immuniteit te geven, maar Acosta wordt gedood tijdens een aanval van de DFS en de FBI. Félix houdt toezicht op de verkiezingsresultaten, waarbij de computers valse resultaten van de stembureaus weergeven. Wanneer de andere aanwezigen de zaak niet vertrouwen, crashen ze het systeem. Félix geeft vervolgens opdracht aan zijn plaza's om naar de stembureaus gaan om de tellingen te wijzigen zodat de PRI-kandidaat de meeste stemmen krijgt. Ze verbranden daarna de stembiljetten. Herrera neemt contact op met Félix en vertelt hem dat zijn 70 ton cocaïne klaar is om opgehaald te worden en Amado moet zich haasten om zijn vliegtuigen op tijd klaar te krijgen. Bij een inspectie van een van de vliegtuigen vindt Amado vervolgens een van de trackers. |      |                                      |           |           |                  |
| 19 | 9    | "Growth, Prosperity, and Liberation" |           |           | 13 februari 2020 |
| Félix en zijn ex-vrouw Maria komen weer bij elkaar. Amado haalt de cocaïne op in Chiapas, maar blijft achter wanneer de vliegtuigen naar Juárez worden gestuurd. Breslin en zijn team onderscheppen de vliegtuigen op de landingsbaan van Juárez en proberen de cocaïne te verbranden, maar ze worden in een hinderlaag gelokt en bijna iedereen wordt gedood. De echte zending komt de volgende dag aan, waar Félix de cocaïne gelijkmatig verdeelt over de plaza's. Breslin wordt overgeplaatst. |      |                                      |           |           |                  |
| 20 | 10   | "Free Trade"                         |           |           | 13 februari 2020 |
| In Californië wordt 20 ton cocaïne van de Colombianen in beslag genomen door de DEA. Félix gebruikt dit om bij de Colombianen af te dwingen dat hij een kilo cocaïne krijgt voor elke kilo hij voor ze vervoert. Op verzoek van de plaza's verleent Félix gratie aan Palma, maar hij laat Clavel de vrouw en kinderen van Palma vermoorden om een signaal af te geven aan de plaza's. Maria zet Félix vervolgens het huis uit en verbiedt hem zijn kinderen weer te zien. Tijdens een bijeenkomst van de plaza's informeert Félix de bazen over de deal die hij heeft gemaakt met de Colombianen. Alle plaza's trekken zich vervolgens terug uit de federatie, en beginnen elk hun eigen kartel. Het Tijuanakartel gebruikt de contacten van Isabella in Colombia om een deal te sluiten over een toevoer van cocaïne, en zetten Isabella uit het kartel. Amado neemt contact op met Herrera om een deal te sluiten met het Calikartel. Félix wordt gearresteerd, wat door de Mexicaanse regering wordt gebruikt als signaal om te laten zien dat ze zich inspannen de drugshandel te beëindigen. Als beloning worden ze opgenomen in wat later NAFTA zal worden. Breslin zoekt Félix op in de gevangenis, die vervolgens de chaos schetst die zal worden veroorzaakt door de geschillen tussen de nieuwe kartels. |      |                                      |           |           |                  |

### Seizoen 3
| Nr. | Afl. | Titel                 | Regisseur                | Schrijver                       | Vrijgegeven     |
| --- | ---- | --------------------- | ------------------------ | ------------------------------- | --------------- |
| 21 | 1    | "12 Steps"            | Andrés Baiz              | Carlo Bernard                   | 5 november 2021 |
| Amado Carrillo Fuentes wordt opgepakt door het Mexicaanse leger onder leiding van generaal Rebollo wanneer zijn vliegtuig, volgeladen met cocaïne, neerstort in de woestijn. Na drie maanden gevangenisstraf wordt hij vrijgelaten en keert hij terug naar zijn huis in Sinaloa. Zakenman en politicus Carlos Hank González doet Amado en zijn partner Rafael Aguilar Guajardo een aanbod voor een stuk grond in Ciudad Juárez om zijn zakelijke belangen en positie te verbeteren ter voorbereiding op NAFTA. Amado accepteert het aanbod nadat hij Aguilar heeft geëxecuteerd, die volgens Amado te veel risico nam. Walt werkt undercover in El Paso en probeert via zijn AA-sponsor contact te krijgen met een groep smokkelaars. Tijdens de kennismaking is Walt genoodzaakt zijn ware identiteit te onthullen aan zijn sponsor om zodoende dieper in de organisatie te kunnen infiltreren, waarna zijn sponsor wordt gearresteerd. Juarez-politieagent Victor zoekt een vermist meisje. |      |                       |                          |                                 |                 |
| 22 | 2    | "Como La Flor"        | Andres Baiz              | Clayton Trussell                | 5 November 2021 |
| Het Tijuanakartel organiseert een groot feest omdat Enedina, een van de leiders, gaat trouwen. Andere kartels worden uitgenodigd, en ook zijn er politici en popsterren aanwezig. Na de val van Félix Gallardo ligt de meeste macht bij het Tijuanakartel vanwege hun positie aan de grens. Dit leidt tot de nodige spanningen tussen de kartels. Journalist Andrea bezoekt de bruiloft, omdat ze vermoedt dat er corruptie in het spel is. Op de afterparty ziet ze de banden tussen het Tijuanakartel en de kinderen van rijke politici en zakenlieden, waaronder Alfredo Hodoyan en zijn jongere broer Alex. Walt Breslin is bezig met een grote operatie in El Paso, waarbij het plan is een grote hoeveelheid geld van Amado te stelen, en het te laten lijken alsof dit door een rivaliserende bende is gedaan. Het doel is Amado zover te krijgen dat hij zelf de grens oversteekt, waarna ze hem kunnen arresteren. De operatie mislukt volledig, omdat Amado hen een stap voor is geweest door de locatie in El Paso volledig te sluiten. |      |                       |                          |                                 |                 |
| 23 | 3    | "Los Juniors"         | Wagner Moura             | Maggie Cohn                     | 5 November 2021 |
| Het Sinaloakartel overlegt met het Tijuanakartel om toegang te krijgen tot de grens. Tijuana is hiertoe alleen bereid op voorwaarde dat Sinaloa hiervoor een vergoeding betaalt. Als wraak leidt El Chapo een aanval van Sinaloa op Tijuana tijdens het feest ter ere van de 40ste verjaardag van Benjamín. Claudio, de man van Enedina wordt gedood en Ramón en Benjamín weten te ontsnappen. Journalist Andrea gaat verder met haar onderzoek naar wat ze de "narcojunioren" noemt, en overtuigt haar redacteur bij La Voz van het belang van het onderzoek. Amado werkt eraan zijn kartel te reorganiseren, en de puinhoop op te ruimen die Aguilar heeft achtergelaten. Hij bezoekt zijn leverancier Pacho Herrera in Colombia en vraagt hem om hem de tijd te geven om alles weer op orde te brengen. Walt probeert Juárez-politieagent Victor te overtuigen voor hem te werken als informant, maar Victor weigert. |      |                       |                          |                                 |                 |
| 24 | 4    | "GDL"                 | Wagner Moura             | Wes Taylor                      | 5 November 2021 |
| El Chapo moet onderduiken na de aanval op het Tijuanakartel. Hij wordt al gauw onrustig en maakt plannen om naar Juárez te vliegen om Amado op te zoeken. Het Tijuanakartel krijgt hier lucht van en Ramón gaat met zijn mannen naar het vliegveld van Guadalajara, waar het tot een treffen komt met El Chapo. Het leidt tot een bloedbad waarbij 7 omstanders omkomen, onder wie kardinaal Juan Jesús Posadas Ocampo. Amado brengt tijd door in Cuba om een deal te sluiten met het Calikartel, die de cocaïnemarkt beheerst sinds Pablo Escobar werd doodgeschoten tijdens zijn arrestatie. Amado gebruikt moderne technologie die het de Amerikanen lastig maakt een zaak tegen hem op te bouwen. Amado neemt ook contact op met Hank om een partnerschap op te bouwen om cocaïne te vervoeren en geld wit te wassen. Journalist Andrea gaat door met haar onderzoek en brengt Hank in verband met het witwassen van geld voor het Tijuanakartel via een casino. Victor denkt dat hij een moordenaar van jonge meisjes op het spoor is. |      |                       |                          |                                 |                 |
| 25 | 5    | "Boots on the Ground" | Alejandra Márquez Abella | Iturri Sosa                     | 5 november 2021 |
| De dood van de kardinaal komt de Mexicaanse overheid slecht uit in verband met de voorbereidingen op NAFTA, waarna het besluit een taskforce aan te stellen onder leiding van generaal Rebollo om de drugsmisdaad te bestrijden. Walt sluit zich aan bij deze taskforce, tot verdriet van zijn vriendin. De taskforce probeert Benjamín in de val te lokken met behulp van een bevriende priester. Een gewelddadige reddingsactie onder leiding van Ramón, voorkomt dat Benjamín wordt gearresteerd. Benjamín besluit vervolgens Tijuana te ontvluchten, en draagt de leiding over aan zijn zus Enedina. El Chapo wordt aangehouden door de Guatemalteekse grenspolitie en uitgeleverd aan Mexico, waarna hij Don Neto in de gevangenis treft. Journalist Andrea confronteert Hank met haar bevindingen. Victor begint de maquiladora te onderzoeken op zoek naar mogelijke aanwijzingen die leiden naar de moordenaar die op jonge meisjes jaagt. |      |                       |                          |                                 |                 |
| 26 | 6    | "La Jefa"             | Alejandra Márquez Abella | Alec Ziff, Isaac Gomez          | 5 November 2021 |
| Victor vindt het lichaam van het tienermeisje dat hij zocht. De lijkschouwer kan Victor niet verder helpen, dus neemt Victor contact op met de DEA in een poging informatie te ruilen voor hulp bij DNA-onderzoek. Om informatie te krijgen sluit hij zich aan bij Vicente Carrillo Fuentes, de broer van Amado. Narcojunior Alex Hodoyan wordt bij de grens betrapt met een grote som geld. Walt ondervraagt hem, maar moet hem laten gaan. Walt volgt Alex naar een onderduikadres van het Tijuanakartel, waarna de taskforce een aanval plant. Francisco Arellano Felix wordt gearresteerd en Ramón weet te ontsnappen. Alex realiseert zich dat zijn onzorgvuldigheid de aanval heeft veroorzaakt. Ramón zet hem in om een wraakaanval te plannen op de taskforce waarbij een aantal soldaten worden gedood. Het Calikartel vertelt Amado dat ze gaan stoppen met het leveren van cocaïne omdat ze een overeenkomst hebben gesloten met de Colombiaanse overheid. Amado moet op zoek naar een nieuwe leverancier, en sluit een deal met Cártel del Norte del Valle. Enedina van het Tijuanakartel merkt dat ze het respect van de andere kartels begint te verliezen. Ze plant een gecoördineerde aanval, waarbij de boten van El Mayo worden verbrand, El Azul van het Sinaloakartel wordt gedood en een aanslag wordt gepleegd op Amado van het Juarezkartel. |      |                       |                          |                                 |                 |
| 27 | 7    | "La Voz"              | Luis Ortega              | Clayton Trussell, Maggie Cohn   | 5 november 2021 |
| Nadat La Voz het artikel van Andrea heeft gedrukt over de moordenaars van Colosio, wordt een van de trucks van La Voz opgeblazen. Er worden extra veiligheidsmaatregelen getroffen. Na de aanslag door het Tijuanakartel zoekt El Mayo El Chapo op in de gevangenis waar hij vertelt dat hij zich wil aansluiten bij het Sinaloakartel. Samen vormen ze een alliantie tegen het Tijuanakartel, en Amado is bereid hen financieel te steunen. De nieuwe alliantie valt een van de opslagplaatsen van het Tijuanakartel aan, wat leidt tot zorgen bij het Tijuanakartel. Hank is woedend over al het publieke geweld, en confronteert Amado. Hij bevriest de tegoeden van Amado om hem onder druk te zetten. De taskforce van het Mexicaanse leger neemt de narcojunior Alex Hodoyan gevangen, en gaat over op martelpraktijken om de informatie te krijgen die ze van hem willen. Victor deelt zijn informatie met de DEA en krijgt de uitslag van het DNA-onderzoek, wat helaas geen duidelijkheid geeft. Hij zoekt daarom de vrouwen op die in dezelfde maquiladora werken als de vermiste meisjes. |      |                       |                          |                                 |                 |
| 28 | 8    | "Last Dance"          | Luis Ortega              | Carlo Bernard, Clayton Trussell | 5 November 2021 |
| De Mexicaanse economie stort in, maar Amado realiseert zich dat hij hier rijker van wordt, aangezien hij zijn zaken in Amerikaanse dollars doet. Amado ziet om zich heen dat drugsbazen omkomen dan wel de gevangenis in moeten, en begint een toekomst te plannen buiten de drugshandel. De taskforce gaat verder met het martelen van narcojunior Alex, maar dit levert geen resultaten op. Walt verandert van tactiek en probeert Alex zover te krijgen dat hij de locatie van zijn broer deelt. Het Tijuanakartel is hen echter voor geweest, want in het appartement treffen ze Alex's broer dood aan. Andrea krijgt contact met de assistent van de vermoorde Colosio, en weet de hand te leggen op gegevens van een fonds van 700 miljoen dollar dat gebruikt wordt door PRI om steekpenningen te betalen of voor als het tegenzit. Ze weet een deel van dit geld aan Hank te koppelen. El Chapo weet vanuit de gevangenis het Sinaloakartel effectief te runnen, terwijl zijn zakenpartner El Mayo met geweld de filialen van het Tijuanakartel omverwerpt. Victor verliest zijn baan als politieagent, en neemt een baan aan in de beveiliging. Ondertussen gaat hij verder met zijn onderzoek naar de vermiste meisjes. Hij volgt een verdachte auto, maar krijgt een lekke band. Het is hem gelukt het kentekennummer te noteren.                        |      |                       |                          |                                 |                 |
| 29 | 9    | "The Reckoning"       | Amat Escalante           | Carlo Bernard, Clayton Trussell | 5 november 2021 |
| Het geweld tussen het Sinaloakartel en het Tijuanakartel escaleert. Palma wordt opgepakt door de politie en belandt in de gevangenis waar hij El Chapo en Don Neto treft. Hij daagt het leiderschap van El Chapo uit. Walt laat narcojunior Alex telefoontaps checken op verborgen berichten. Een van deze telefoontjes leidt via Benjamín's zieke dochter naar zijn verblijfplaats. De taskforce doet een inval, maar Benjamín is er niet. Hank bedreigt Amado en stuurt accountants naar Amado's kantoor waar Amado hen laat vermoorden. Amado draagt zijn zaken over aan zijn broer en bereidt zich voor om de drugswereld achter zich te laten. Andrea ontdekt een connectie tussen een voormalige schoonheidskoningin die betalingen doorstuurt van Amado naar generaal Rebollo. Walt confronteert Rebollo, die toegeeft wat hij heeft gedaan. Gedesillusioneerd haalt Walt Alex uit zijn cel, om hem mee te nemen naar de Verenigde Staten. Victor laat het kentekennummer checken door de DEA, maar het blijkt een vervalsing. Hij vraagt de vrouwen of ze de auto herkennen en waarschuwt hen uit de buurt te blijven. |      |                       |                          |                                 |                 |
| 30 | 10   | "Life in Wartime"     | Amat Escalante           | Carlo Bernard                   | 5 November 2021 |
| Amado wordt gezocht door de autoriteiten. Het komt tot een confrontatie tussen Amado en het leger op het vliegveld, maar Amado weet te ontsnappen. Amado besluit plastische chirurgie te ondergaan om zijn uiterlijk te veranderen, maar hij sterft tijdens de operatie. El Chapo laat zien dat hij de baas is door zowel Palma als Don Neto te laten overplaatsen naar een andere gevangenis. Narcojunior Alex moet getuigen over wat hij heeft meegemaakt, maar hij verlaat zijn hotel in de nacht om terug te gaan naar Mexico. Daar wordt hij onmiddellijk vermoord door het Tijuanakartel. Victor weet de man aan te houden die hij verdenkt van de vrouwenmoorden, en vermoordt hem. De volgende dag blijken de moorden nog te zijn doorgegaan, en Victor realiseert zich dat er veel meer aan de hand is. Victor wordt gedood door zijn vriend Rogelio die heeft ontdekt dat hij voor de DEA werkt. Het Tijuanakartel heeft de locatie van El Mayo ontdekt. Enedina stuurt Ramón erop af om hem te doden, maar El Mayo ontdekt dit en laat op zijn beurt Ramón vermoorden. |      |                       |                          |                                 |                 |

## Ontvangst

### Recensies
| Seizoen | Seizoen | Recensies       | Recensies  |
| Seizoen | Seizoen | Rotten Tomatoes | Metacritic |
| ------- | ------- | --------------- | ---------- |
|         | 1       | 7,40/10         | 80/100     |
|         | 2       | 7,60/10         | geen score |
|         | 3       | 7,00/10         | geen score |

#### Seizoen 1
Op Rotten Tomatoes geeft 90% van de 39 recensenten het eerste seizoen een positieve recensie, met een gemiddelde score van 7,40/10. Website Metacritic komt tot een score van 80/100, gebaseerd op 7 recensies, wat staat voor "Generally favorable reviews" (over het algemeen gunstige recensies).
De Volkskrant gaf de serie vier sterren, en schreef: 'Narcos: Mexico heeft de jaren-tachtigvibe heel goed te pakken (...) maar profiteert vooral van de sterke hoofdrollen.'

#### Seizoen 2
Op Rotten Tomatoes geeft 81% van de 16 recensenten het tweede seizoen een positieve recensie, met een gemiddelde score van 7,60/10.

#### Seizoen 3
Op Rotten Tomatoes geeft 100% van de 7 recensenten het derde seizoen een positieve recensie, met een gemiddelde score van 7,00/10.
Trouw gaf een kritische recensie en omschreef het derde seizoen als uiterst traag, mede door de zijplots die het verhaal geenszins verder helpen. De recensie prees de manier waarop in dit seizoen de uitzichtloosheid in beeld wordt gebracht, wat laat zien dat er niets romantisch is aan het bestaan van drugskartels.

### Prijzen en nominaties
| Jaar | Prijs                                                 | Categorie                      | Genomineerde | Resultaat   |
| ---- | ----------------------------------------------------- | ------------------------------ | ------------ | ----------- |
| 2019 | 9e Critics' Choice Television Awards (9de uitreiking) | Beste acteur in een dramaserie | Diego Luna   | Genomineerd |